# Акитаката
Акитаката (яп. 安芸高田市 Акитаката-си) — город в Японии, находящийся в префектуре Хиросима. Площадь города составляет 537,79 км², население — 29 828 человек (1 июля 2014), плотность населения — 55,46 чел./км².

## Географическое положение
Город расположен на острове Хонсю в префектуре Хиросима региона Тюгоку. С ним граничат города Хиросима, Хигасихиросима, Миёси и посёлки Китахиросима, Онан.

## Население
Население города составляет 29 828 человек (1 июля 2014), а плотность — 55,46 чел./км². Изменение численности населения с 1980 по 2005 годы:
| 1980 | 36 984 чел. |  |
| 1985 | 36 929 чел. |  |
| 1990 | 36 115 чел. |  |
| 1995 | 35 821 чел. |  |
| 2000 | 34 439 чел. |  |
| 2005 | 33 096 чел. |  |

## Символика
Деревом города считается сакура, цветком — гортензия.